# Felsgrottenmadonna
Die Felsgrottenmadonna ist ein Gemälde von Leonardo da Vinci. Es zeigt die Jungfrau Maria mit dem Christuskind, dem Johannesknaben und mit dem Engel Uriel in einer Felsgrotte, gemalt mit Öl auf Holz. Von dem Gemälde gibt es zwei Fassungen. Die erste entstand um 1483–1486 (Maße: 199 × 122 cm), die zweite um 1493–1508 (Maße: 189,5 × 120 cm). Erwähnt wird auch eine dritte Version, um 1510 von Leonardo und Schüler angefertigt; sie befindet sich in Privatbesitz (Genf) (Maße: 168 × 140 cm).

## Entstehung und Geschichte
Die Bilder sind Auftragswerke für ein Altarbild der „Bruderschaft der Unbefleckten Empfängnis“ für die Mailänder Franziskanerkirche San Francesco Grande. Der Auftrag für ein dreiflügeliges Altarbild mit einer Mariendarstellung ging zu gleichen Teilen an Leonardo, die Gebrüder Evangelista und Ambrogio de Predis, die alle am Hofe Ludovico Sforzas in Mailand künstlerisch tätig waren.

### Felsgrottenmadonna, 1. Version
Leonardo malte drei Jahre (1483 bis 1486) an dem Bild und stellte die Personen, für die damalige Zeit völlig ungewöhnlich, im Vordergrund einer dunklen Felsengrotte dar. Die Gebrüder de Predis malten zwei musizierende Engel für die jeweiligen Seitenflügel. Das gesamte Altarretabel befindet sich heute im Musée du Louvre in Paris.
Der naturverbundene Leonardo, der fast alle seine Porträts mit Landschaften kombinierte, spielt in diesem Bild eindrucksvoll mit Licht- und Schatten-Effekten. Einer eher unheimlichen, kalten und dunklen Grotte setzt er die helle Lieblichkeit der Mariengruppe entgegen. Die sehr mädchenhaft wirkende Maria ist der Mittelpunkt des Bildes. Ihr Blick senkt sich auf den betenden Johannesknaben herab, den sie mit der rechten Hand umfasst, während sie die linke Hand über den Jesusknaben hält, der von einem Engel gestützt wird. Die für die italienische Frührenaissance untypisch dargestellten Figuren haben durch Gesten oder Blicke Kontakt zueinander, aber teils auch mit dem Betrachter, der somit in die anmutige Szene eingeschlossen wird.
Die Auftraggeber hatten die ungewöhnliche Kombination und Darstellung von Jesusknaben und Johannesknaben als provokant empfunden. Das Gemälde wurde allerdings nie übergeben und einige Änderungen wurden vorgenommen. In der letzten Fassung haben beide Knaben und Maria Gold und Heiligenscheine, was nicht der spätmittelalterlichen Bildtradition entsprach. Offensichtlich gab es auch Streitigkeiten bezüglich der Bezahlung, jedenfalls gelangte das Bild in der ersten Fassung über Ludovicio Sforza an den französischen Hof und ist heute im Musée du Louvre ausgestellt (Inventarnummer INV. 777).

### Felsgrottenmadonna, 2. Version
Die zweite, leicht modifizierte Fassung – von der Bruderschaft akzeptiert – wurde zwischen 1493 und 1508 gemalt, von Leonardo begonnen und fortgeführt von seinem Schüler Ambrogio de Predis. Insgesamt ist das Bild heller gehalten, zudem gibt es nun Heiligenscheine und einen Johannisstab. Das Bild befindet sich heute in der National Gallery (London)
(Inventarnummer NG 1093).